# Немања Николић (фудбалер, 1988)
Немања Николић (Ваљево, 1. јануар 1988) црногорски је фудбалер који тренутно наступа за Колубару.

## Клупска каријера
Поникао је у ваљевској Будућности. Све до 2003. године, наступао је за петлиће и пионире овог клуба, када је уследио позив Црвене звезде и када је прикључен Звездиним кадетима. Одиграо је две сезоне за кадете, као и једну за омладинце. Као играч Црвене звезде је сезону 2006/07. провео на позајмици у Златибор води из Хоргоша, са којом је наступао у Српској лиги Војводина.
Наредну 2007/08. сезону је такође провео на позајмици, али овога пута је наступао за црногорског прволигаша Грбаљ. Од лета 2008. је заиграо за први тим Црвене звезде. Наредне две сезоне је играо углавном као резервиста, одигравши 25 првенствених утакмица. Са Црвеном звездом је освојио Куп Србије у сезони 2009/10. Сезону 2010/11. је провео на позајмици у Спартаку из Суботице.
Лета 2011. потписује уговор са ОФК Београдом. Провео је наредне две сезоне у клубу са Карабурме, током којих је био стандардан првотимац и капитен. У јулу 2013. прелази у Динамо из Минска. Са Динамом је у сезони 2014/15. играо у групној фази Лиге Европе. Након две године у Минску, лета 2015. мења клуб, али не и земљу, и потписује за БАТЕ Борисов. У дресу овог клуба је током јесени 2015. по први пут заиграо у Лиги шампиона. Одиграо је пет од шест утакмица групе Е, у којој су противници белоруског клуба били Барселона, Рома и Бајер Леверкузен. Са екипом БАТЕ Борисова је освојио титулу првака Белорусије 2015. године.
У фебруару 2016. прелази у Хапоел из Тел Авива. Након годину дана у израелском прволигашу, Николић се у фебруару 2017. вратио у Србију и потписао за Вождовац. Одиграо је 14 првенствених утакмица за овај клуб током пролећног дела сезоне 2016/17. у Суперлиги Србије. Након неколико месеци без клуба, у новембру 2017. потписује за Хапоел Ранану, израелског прволигаша. У марту 2019. потписује за Минск, а у јуну исте године се враћа у Вождовац. Након сезоне у Вождовцу, Николић крајем јула 2020. потписује двогодишњи уговор са босанскохерцеговачким премијерлигашем Тузлом Сити. Након једне полусезоне је раскинуо уговор са Тузлом. У јануару 2021. је потписао уговор са прволигашем Графичаром. Лета исте године прешао је у Колубару.

## Репрезентација
Иако рођен у Ваљеву, на репрезентативном нивоу је представљао Црну Гору. Док је играо за Грбаљ прихватио је позив да заигра за младу репрезентацију Црне Горе. Деби у сениорској репрезентацији Црне Горе је имао 12. августа 2009. на пријатељској утакмици са Велсом. Одиграо је укупно 12 утакмица за сениорски тим, а последњи пут је наступио 8. октобра 2016. против Казахстана у квалификацијама за Светско првенство 2018.

## Трофеји
Црвена звезда
- Куп Србије (1): 2009/10.

БАТЕ Борисов
- Премијер лига Белорусије (1): 2015.